# Potaardehoeve
De Potaardehoeve is een gesloten vierkanthoeve in Grimbergen (Vlaams-Brabant, België).  Aanvankelijk "'t Hof ván Prince de Berges" en vanaf de 18de eeuw "Potaardehof" genoemd. Opgetrokken in het derde kwart van de 18de eeuw (gevelsteen uit 1768) en aangepast in de 19de eeuw, ter vervanging van een ouder hof. De Potaardehoeve situeert zich op het Potaardeveld in het uiterste zuidwesten van Grimbergen nabij de grens met Strombeek-Bever en ligt gevat tussen de Maalbeek en de straat.
Het is een voormalig pachthof van de heren van Grimbergen die minstens tot de 17de eeuw hun naam, "'t Hof ván Prince de Berges", aan het hof hebben gegeven. De hoeve was gelegen op het meest zuidelijke deel van het Sprietveld, genaamd de Verste Spriet, waar Brusselse pottenbakkers ten vroegste in de 17de eeuw potaarde ontdekten. Stilaan werd de naam Verste Spriet verdrongen door Potaardeveld en ging men ook spreken van "Potaerde Hof".